# Serpa (Salvador)
Pour les articles homonymes, voir Salvador (homonymie).
Salvador, officiellement Serpa (Salvador),, est une ancienne paroisse civile portugaise (en portugais : freguesia) de la municipalité de Serpa dans le district de Beja.
La loi no 11-A/2013 du 28 janvier 2013 portant réorganisation administrative du territoire des freguesias fusionne Serpa (Salvador) avec la paroisse voisine de Serpa (Santa Maria) pour former l’União das freguesias de Serpa (Salvador e Santa Maria) , dont le siège est à Salvador.